# Laguna Torcida
La laguna Torcida (51°53′S 58°57′O / -51.883, -58.950) es un pequeño cuerpo de agua que se ubica en el centro de la isla Soledad del archipiélago de las Malvinas. Administrativamente pertenece al departamento Islas del Atlántico Sur de la provincia de Tierra del Fuego, Antártida e Islas del Atlántico Sur.
Esta laguna tiene forma ovoide y se ubica hacia el fondo del seno Choiseul, en la costa austral del mismo. Además se encuentra al norte de la laguna Flecha, al sudoeste de las islas Flecha y al sudeste del puerto Flecha.